# 대청로 (금산 옥천)
대청로(大淸路, Daecheong-ro)는 충청남도 금산군 추부면 신평리 신평 교차로와 충청북도 옥천군 안내면 방하목리 문티터널을 잇는 도로이다. 전 구간 국도 제37호선에 속한다.

## 역사
- 1992년 11월 16일 : 옥천군 군북면 소정리 100m 구간 개통, 기존 150m 구간 폐지[1]
- 2007년 12월 31일 : 옥천 ~ 소정간 도로(옥천군 군서면 월전리 ~ 군북면 소정리) 10.99km 구간 확장 개통[2]
- 2009년 7월 10일 : 2개 이상 시·도에 걸쳐 있는 도로로 대청로를 고시[3]
- 2010년 9월 15일 : 은행 ~ 옥천간 도로(옥천군 군서면 사정리 ~ 월전리) 6.072km 구간 확장 개통[4]
- 2013년 10월 16일 : 충청남도 금산군 추부면 요광리 ~ 충청북도 옥천군 군서면 사정리 5.5km 구간 확장 개통, 기존 5.0km 구간 폐지[5]
- 2018년 12월 20일 : 옥천 ~ 보은간 도로(옥천군 군북면 소정리 ~ 보은군 보은읍 금굴리) 16.7km 구간 확장 개통, 기존 옥천군 안내면 장계리 ~ 인포리 1.3km 구간과 옥천군 안내면 정방리 ~ 보은군 수한면 발산리 12.9km 구간 폐지[6]

## 주요 경유지
충청남도
- 금산군 추부면

충청북도
- 옥천군 (군서면 · 옥천읍 · 군북면 · 안내면)

## 노선
| 이름                      | 접속 노선                                      | 소재지 | 소재지                                                     | 비고                                                       |
| ------------------------- | ---------------------------------------------- | ------ | ---------------------------------------------------------- | ---------------------------------------------------------- |
| 신평 교차로               | 지방도 제601호선 (서대산로) 신평공단로         | 금산군 | 추부면                                                     | 국도 제37호선 구간                                         |
| 신평터널                  |                                                | 금산군 | 추부면                                                     | 국도 제37호선 구간 옥천 방향 연장 586m 금산 방향 연장 640m |
| 상지터널                  |                                                | 옥천군 | 군서면                                                     | 국도 제37호선 구간 옥천 방향 연장 469m 금산 방향 연장 460m |
| 상지1교 상지2교           |                                                | 옥천군 | 군서면                                                     | 국도 제37호선 구간                                         |
| 상복 교차로               | 성왕로                                         | 옥천군 | 군서면                                                     | 국도 제37호선 구간 옥천 방향 진입 불가 금산 방향 진출 불가 |
| 상복1교 마전교            |                                                | 옥천군 | 군서면                                                     | 국도 제37호선 구간                                         |
| 동평사거리                | 곤룡로                                         | 옥천군 | 군서면                                                     | 국도 제37호선 구간                                         |
| 군서1교                   |                                                | 옥천군 | 군서면                                                     | 국도 제37호선 구간                                         |
| 군서 교차로 (군서육교)    | 성왕로                                         | 옥천군 | 군서면                                                     | 국도 제37호선 구간                                         |
| 군서2교 하동교 하동1교    |                                                | 옥천군 | 군서면                                                     | 국도 제37호선 구간                                         |
| 오동 교차로               | 오동2길                                        | 옥천군 | 군서면                                                     | 국도 제37호선 구간                                         |
| 오동교                    |                                                | 옥천군 | 군서면                                                     | 국도 제37호선 구간                                         |
| 오동터널                  |                                                | 옥천군 | 군서면                                                     | 국도 제37호선 구간 옥천 방향 연장 230m 금산 방향 연장 211m |
| 월전교                    |                                                | 옥천군 | 군서면                                                     | 국도 제37호선 구간                                         |
| 월전 교차로               | 성왕로                                         | 옥천군 | 군서면                                                     | 국도 제37호선 구간                                         |
| 서화교                    |                                                | 옥천군 | 군서면                                                     | 국도 제37호선 구간                                         |
| 옥천읍                    |                                                | 옥천군 |                                                            | 국도 제37호선 구간                                         |
| 서정1 교차로              | 국도 제4호선 (옥천로)                          | 옥천군 | 국도 제37호선 구간 서정2 교차로를 통해 연결                |                                                            |
| 서정대교                  |                                                | 옥천군 | 국도 제37호선 구간                                         |                                                            |
| 옥각 교차로               | 옥지로                                         | 옥천군 | 국도 제37호선 구간                                         |                                                            |
| 국원교                    |                                                | 옥천군 | 국도 제37호선 구간                                         | 군북면                                                     |
| 국원 교차로               | 성왕로                                         | 옥천군 | 국도 제37호선 구간                                         | 군북면                                                     |
| 소정교                    |                                                | 옥천군 | 국도 제37호선 구간                                         | 군북면                                                     |
| 소정 교차로               | 성왕로                                         | 옥천군 | 국도 제37호선 구간 옥천 방향 진출 불가 금산 방향 진입 불가 | 군북면                                                     |
| 장계 교차로               | 성왕로                                         | 옥천군 | 안내면                                                     | 국도 제37호선 구간                                         |
| 장계대교                  |                                                | 옥천군 | 안내면                                                     | 국도 제37호선 구간                                         |
| 장계2 교차로              | 성왕로                                         | 옥천군 | 안내면                                                     | 국도 제37호선 구간 상행 진출 불가 하행 진입 불가           |
| 인포 교차로 (인포교)      | 지방도 제575호선 (안남로)                      | 옥천군 | 안내면                                                     | 국도 제37호선 구간 지방도 제575호선 구간                   |
| 인포2 교차로              | 인포3길                                        | 옥천군 | 안내면                                                     | 국도 제37호선 구간 지방도 제575호선 구간                   |
| 안내 교차로               | 지방도 제502호선 지방도 제575호선 (안내수한로) | 옥천군 | 안내면                                                     | 국도 제37호선 구간 지방도 제575호선 구간                   |
| 안내 교차로               | 지방도 제502호선 지방도 제575호선 (안내수한로) | 옥천군 | 안내면                                                     | 국도 제37호선 구간 지방도 제502호선 구간                   |
| 현리 교차로               | 지방도 제502호선 (안내보은로) 현리3길          | 옥천군 | 안내면                                                     |                                                            |
| 안내천교 현리교           |                                                | 옥천군 | 안내면                                                     | 국도 제37호선 구간                                         |
| 서대 교차로               | 현리2길                                        | 옥천군 | 안내면                                                     | 국도 제37호선 구간                                         |
| 방하목교                  |                                                | 옥천군 | 안내면                                                     | 국도 제37호선 구간                                         |
| 문티 교차로               | 방하목로                                       | 옥천군 | 안내면                                                     | 국도 제37호선 구간                                         |
| 문티교                    |                                                | 옥천군 | 안내면                                                     | 국도 제37호선 구간                                         |
| 문티터널                  |                                                | 옥천군 | 안내면                                                     | 국도 제37호선 구간 상행 연장 879m 하행 연장 780m           |
| 옥천 ~ 보은간 도로와 직결 |                                                |        |                                                            |                                                            |